# Samelandsbron
Samelandsbron (norska: Samelandsbrua, finska: Saamen silta, nordsamiska: Sámi šaldi) är en snedkabelbro över Tana älv mellan byn Roavvegieddi i Tana kommun i Finnmark fylke i norra Norge och tätorten Utsjoki i Utsjoki kommun i Lappland i norra Finland.
Samelandsbron är en del av Europaväg 75 och utgör ändpunkten för riksväg 4 i Finland. En halv kilometer norr om bron förenar sig Europaväg 75 med det norska avsnittet av Europaväg 6. Strax söder om bron finns en finsk-norsk tullstation.
Brodäcket är 300 meter långt fördelat på fyra brospann och brons hela längd är 316,5 meter med landfästen. Huvudspannet mellan de två H-formade dubbelpylonerna är 155 meter långt. Brons fria bredd är 10,5 meter. Pylonerna reser sig 50,3 meter över älvens högvattennivå. Samelandsbron öppnades för trafik 30 september 1993. Före det var det färja, men väg på isen om vintern.